# FASTRAC 1
FASTRAC 1 (englisch Formation Autonomy Spacecraft with Thrust, Relnav, Attitude and Crosslink, auch FASTRAC 1 "Sara Lily", FAST 1 oder USA 222, OSCAR 69) ist ein US-amerikanischer Technologieerprobungssatellit.

## Aufbau
FASTRAC-1 wurde an der University of Texas at Austin gebaut. Mission Control Center ist eine Amateurfunkstelle der Universität mit dem Rufzeichen KE5DTW. Der Satellit ist mit einem magnetoplasmadynamischen Antrieb zur Lageregelung versehen. An Bord befindet sich zusätzlich ein Digipeater mit zwei Uplinks im 2-Meter-Band und einem Downlink im 70-Zentimeter-Band.

## Mission
Der Satellit wurde gemeinsam mit FASTRAC 2 am 20. November 2010 um 01:25 UTC als Sekundärnutzlast mit einer Minotaur-Rakete vom Kodiak Launch Complex gestartet.
Am 22. März wurden die Satelliten FASTRAC 1 und FASTRAC 2 voneinander getrennt. Am 10. April erhielt der Satellit die OSCAR-Nummer 69 zugewiesen.

## Frequenzen
Folgende Frequenzen wurden von der IARU koordiniert:
- Downlink (MHz): 437,345 MHz (FM)
- Bake(MHz): 437,345 MHz (AX.25 1200 AFSK)
- Uplink (MHz):145,980 MHz (FM 1200 Baud)
- Uplink (MHz):145,825 MHz (FM 9600 Baud)